# Gyámság
A gyám a szülői felügyelet alatt nem álló kiskorúak gondviselője, vagyonának kezelője és törvényes képviselője. A feudalizmusban a gyámság elvállalása megtisztelő feladat volt, a modern társadalmakban a gyámság jogi kötelezettség.
Névváltozatok: árva-gyám (Nagy Iván X. 813.), gyám (Nagy Iván I. 76.), védatya (TESz. III. 1102.)
„Légy gyámolom, tútorom énnékem.” [Thaly: Adalékok. II. 67.]; „Az özvegyek és árvák gyámoltalanságából senki bátorságot ne végyen arra, hogy nékik ártson.” [Pázmány: prédikácziók. 143.] (NySz. I. 1144-1145.); 1790: „az árván maradott gyermekek Véd-Atyja (Tutora)” (TESz. III. 1102.)
la: tutela, cura

Rövidítések:
Intézeti gyámság alá az a kiskorú tartozik, aki állami gondoskodás alatt áll. Ebben az esetben a gyám az intézet vezetője vagy helyettese. A gyámot egyéb esetben a gyámhatóság nevezi ki, elsősorban azt, akit a szülő közokiratban, végrendeletben megnevezett (nevezett gyám) vagy másvalakit a családtagok közül. Gyám lehet minden magyar állampolgár, ha nem áll gyámság, illetve szülői felügyelet alatt.
A gyámság viselése állampolgári kötelesség, ellátásáért díjazás nem jár. Nem köteles elvállalni az, aki a 60. évét betöltötte, aki legalább három kiskorú gyermeknek viseli gondját, aki másik gyermek fölött már gyámságot gyakorol, aki betegség vagy egyéb ok miatt a gyámságot egyáltalán nem vagy csak nagy nehézségek árán tudná ellátni.
A gyámságot a gyámjogi és gondnoksági ügyekben eljáró államigazgatási szerv, a gyámhatóság irányítja és ellenőrzi. Elsőfokú gyámhatóságok voltak a járási és városi, illetve a kerületi tanács végrehajtó bizottságának igazgatási vagy oktatási osztályai. Feladata a kiskorúak erkölcsi, szellemi és testi fejlődésének előmozdítása, érdekeik védelme, a testi vagy szellemi fogyatékosságuk miatt cselekvőképtelen vagy korlátozottan cselekvőképes, illetve vagyoni ügyeik ellátásában akadályozott nagykorú személyek törvényes képviseletéről való gondoskodás, ügyeik intézésének állandó felügyelete és irányítása. A jogszabályok a gyámhatósághoz utalják az örökbefogadás engedélyezését és felbontását, a szülői felügyelet olyan kérdéseit, melyekben a szülők nem tudnak megegyezni; a szülők számadását a gyermekek vagyonának kezeléséről, a gyermek nevében tett jognyilatkozatok jóváhagyását, a gyám és a gondnok kinevezését, felmentését, ellenőrzését; kiskorúak házasságának engedélyezését, állami gondozásba vételét, a szülők és gyermekeik érintkezésének szabályait stb.
A gondnok (cura 'gondnokság') jogi értelemben a cselekvőképtelen vagy korlátoltan cselekvőképes vagy vagyoni ügyeinek vitelére távollét, illetve szabadságvesztés letöltése miatt képtelen nagykorú számára a bíróság által kirendelt törvényi képviselő.
A gyámság lehet a szűkebb értelemben vett gyámság (la: tutela), melynek a római jogban két formája volt: a fiatalkorú személyek fölötti gyámság (tutela impubertum) a 14., illetve a 12. életkorig, és a nők fölötti gyámság (tutela mulierum). Másik formája a gondnokság (cura 'felügyelet'), olyan személyek védelmére, akik másféle okból voltak cselekvőképtelenek. A gyámság egyik legfontosabb eleme az auctoritatis interpositio volt, ami azt jelentette, hogy a gyám (tutor) személyesen vett részt a gyámság alá eső jogi eljárásaiban. (A gondnok joga csak a birtok igazgatására [administratio, custodia bonorum] és a beleegyezés megadására [consensus curatoris] korlátozódott) Kiskorúak esetén a gyám a birtokukat is igazgatta (administratio, gestio), amelyet Severus és a későbbi császárok oly módon korlátoztak, hogy a gyám hivatalos engedély nélkül semmit sem adhatott el a gyámolt vagyonából. A gyámság eredetileg a gyámolt agnátusi rokonainak joga volt, akiknek érdekében állt a nemzetségi vagyon megőrzése, később polgári kötelesség (munus publicum) lett, melyet elutasítani (excusatio) csak a törvényben meghatározott okok miatt lehetett (pl. előrehaladott életkor, több gyermek a családban stb.). A gyámságra általában olyanokat kértek fel, akiket az apai hatalom birtokosa végrendeletben jelölt ki (tutores testamentorii), majd a legközelebbi agnátusi vagy nemzetségi  tagot (tutores legitimi). Ha ilyen nem volt, a gyámot a magisztrétus jelölte ki (tutores dativi).
A nők a régebbi római jog szerint egész életükben gyámság alatt álltak (apa, férj). A gyámok hatalma az ő esetükben az auctoritatis interpositiora, valamint a fontosabb jogi eljárásokra (házasságkötés, a végrendelet kiállítása, perek folytatása, az örökség átvétele stb.) korlátozódott. A principiátus kezdetén a nőket az ún. Ius liberorum által felszabadították a gyámság alól, ha több (3-4) gyermekük volt. A késői császárkorban a nők fölötti gyámságot teljesen eltörölték. A római jogban a gondnokságot (cura) a felnőtt és kiskorú személyek számára, azaz 14, a nők esetében 12 éves kortól 25 éves korig (minores ) is elrendelhették, de csak a saját kérésükre.
A feudalizmusban  a gyámság az apai hatalom védelmét nem élvező gyermekekről való gondoskodás jogi szabályozása volt, akik képtelenek a saját ügyüket megfelelően képviselni. A gyámságot a vármegye vagy annak szociális intézményei felügyelték. A fiatalkorú szinte tagja lett a gyám családjának. Gyakran került sor örökbefogadásra vagy a két család nevének egyesítésére (és címeregyesítésre).  A nemesi (és polgári) családokban gyakori volt a háborúban vagy betegségben elhunyt szülők részéről végrendeletben rokoni vagy más, megfelelő társadalmi állással rendelkező nemesi családok tagjait gyámként kijelölni, akikről feltételezhető volt, hogy az árvák vagyonát megfelelően fogják kezelni és érdekeiket jól tudják képviselni. Ez lehetővé tette az árvák deklasszálódásának elkerülését, akkor is, ha a szülők már nem éltek. Pl. János Zsigmond gyámja Fráter György volt. Az ország bárói Szilágyi Mihályt tekintették a fiatal Mátyás király gyámjának, ezért valamennyi oklevelét vele láttamoztatták és gyámpecsétjével meg is pecsételtették.